# Felipe (Name)
Felipe ist ein männlicher Vorname, die spanische und portugiesische Variante des ursprünglich griechischen Namens Philipp. Neben der Namensform Felipe gibt es in Brasilien auch die deutlich seltenere Variante Filipe. Die katalanische Form des Namens ist Felip.

## Herkunft und Bedeutung
Der griechische Ursprungsname Philipp bedeutet Pferdefreund.

## Namensträger

### Herrscher
- Philipp I. (Kastilien) (1478–1506), spanischer König aus dem Hause Habsburg
- Philipp II. (Spanien) (1527–1598), spanischer König aus dem Hause Habsburg
- Philipp III. (Spanien) (1578–1621), spanischer König aus dem Hause Habsburg
- Philipp IV. (Spanien) (1605–1665), spanischer König aus dem Hause Habsburg
- Philipp V. (Spanien) (1683–1746), spanischer König aus dem Hause Bourbon
- Felipe VI. (* 1968), spanischer König aus dem Hause Bourbon-Anjou

### Vorname
- Felipe Altube (* 1917), argentinischer Fußballspieler
- Felipe Anderson (* 1993), brasilianischer Fußballspieler
- Felipe Bigarny (um 1475–1542), spanischer Bildhauer
- Felipe Boero (1884–1958), argentinischer Komponist
- Felipe Calderón (* 1962), mexikanischer Politiker, Präsident 2006 bis 2012
- Felipe Carrillo (1874–1924), mexikanischer Politiker
- Felipe Chamorro (* 2001), chilenischer Fußballspieler
- Felipe Colombo (* 1983), mexikanischer Schauspieler und Musiker
- Felipe Dias da Silva dal Belo (* 1984), brasilianischer Fußballspieler
- Felipe Díaz (* 1983), chilenischer Fußballspieler
- Felipe El Debs (* 1985), brasilianischer Schachspieler
- Felipe González (* 1942), spanischer Politiker
- Felipe Lopes (* 1987), brasilianischer Fußballspieler
- Felipe Massa (* 1981), brasilianischer Automobilrennfahrer
- Felipe Melo (* 1983), brasilianischer Fußballspieler
- Felipe Miñambres (* 1965), spanischer Fußballspieler, -trainer und -funktionär
- Felipe Muñoz (* 1951), mexikanischer Schwimmer
- Felipe Nunes (* 1981), brasilianischer Fußballspieler
- Felipe Pedrell (1841–1922), katalanischer Komponist und Musikwissenschaftler, siehe Felip Pedrell
- Felipe Pérez Roque (* 1965), kubanischer Politiker
- Felipe Poey (1799–1891), kubanischer Naturforscher und Schriftsteller
- Felipe Ramos (Pokerspieler) (* 1983), brasilianischer Pokerspieler
- Felipe Reyes (* 1980), spanischer Basketballspieler
- Felipe Rosas (1907–1986), mexikanischer Fußballspieler
- Felipe Rose (* 1954), US-amerikanischer Tänzer und Musiker
- Felipe Santana (* 1986), brasilianischer Fußballspieler
- Felipe Trevizan Martins (* 1987), brasilianischer Fußballspieler
- Felipe Villanueva (1862–1893), mexikanischer Komponist

### Familienname
- Ben Felipe (* 1998), deutscher Schauspieler
- Fernando de Felipe (* 1965), spanischer Comic- und Drehbuchautor
- Ingrid Felipe (* 1978), österreichische Politikerin (Grüne)
- Jon Ander Felipe (* 1995), spanischer Fußballspieler
- Luiz Felipe (* 1997), brasilianischer Fußballspieler
- Mireia Cornudella i Felip (* 1966), spanische Seglerin
- Pedro de Felipe (1944–2016), spanischer Fußballspieler
- Rafael Leónidas Felipe y Núñez (* 1938), dominikanischer Priester, Bischof von Barahona
- Ricardo López Felipe (* 1971), spanischer Fußballspieler
- Sergio Felipe (* 1991), uruguayischer Fußballspieler
- Vitor Gonçalves Felipe (* 1991), brasilianischer Beachvolleyballspieler